# Why don't you take it
Why don’t you take it is een single van The Motions. Het is afkomstig van hun album Their own way. Het was de tweede single van dat album. De single is waarschijnlijk opgenomen in Londen onder leiding van muziekproducent John Engel (pseudoniem John Stewart), een van de Walker Brothers.

## Hitnotering

### Nederlandse Top 40
The Beach Boys en The Jets/Chrispian St. Peters zetten The Motions de voet dwars voor een eerste plaats met respectievelijk Sloop John B en The Pied Piper. De Belgische BRT Top 30 en de Vlaamse Ultratop 30 bestonden nog niet.
| Positie: | 27 | 23 | 12 | 6 | 3 | 5 | 6 | 7 | 9 | 11 | 12 | 15 | 23 | 35 | uit |

### NederlandseParool Top 20
| Positie: | 20 | 12 | 6 | 6 | 5 | 5 | 7 | 8 | 11 | 13 | 18 | uit |

### NPO Radio 2 Top 2000
Why don't you take it stond alleen in 2000 in de NPO Radio 2 Top 2000, op plek 1700.